# Record Store Day
Record Store Day er en årlig begivenhed, der har været afholdt siden 2008 en lørdag i april og på hver black friday i november, for at "fejre kulturen ved de uafhængige pladebutikker". Mange musikalbums og singler bliver fremstillet og udgivet specifikt til Record Store Day, med unikke tracklister til hvert land, og de bliver kun distribueret til butikker, der deltager i Record Store Day. Begivenheden begyndte i USA, men der findes i dag internationale kontorer i Storbritannien, Irland, Frankrig, Tyskland, Holland, Italien, Japan, Mexico, Australien og Spanien.